# 최명수 (1958년)
최명수(崔明洙, 1958년 1월 5일 ~ )는 대한민국의 제5·7·8대 충청남도 금산군의원이다.

## 학력
- 진산국민학교 졸업
- 진산중학교 졸업
- 천안중앙고등학교 부설 방송통신고등학교 졸업
- 1985.03 ~ 1990.06 한국방송통신대학교 중퇴

## 경력
- 금산군 가스협회 회장
- 진산초등학교 육성회장
- 금산 인삼로타리클럽 회장
- 진산면 체육회 부회장
- 민주평화통일자문회의 자문위원
- 2007.04 ~ 2010.06 제5대 충청남도 금산군의회 의원
  - 2007.04 ~ 2008.07 제5대 충청남도 금산군의회 전반기 의회운영위원회 위원
  - 2007.04 ~ 2008.07 제5대 충청남도 금산군의회 전반기 예산결산특별위원회 위원
  - 2007.04 ~ 2008.07 제5대 충청남도 금산군의회 전반기 산업건설위원회 위원
  - 2008.07 ~ 2010.06 제5대 충청남도 금산군의회 후반기 산업건설위원장
- 2014.07 ~ 2018.06 제7대 충청남도 금산군의회 의원
  - 2014.07 ~ 2016.07 제7대 충청남도 금산군의회 전반기 총무위원회 위원장
  - 2016.07 ~ 2018.06 제7대 충청남도 금산군의회 후반기 총무위원회 위원장
- ㅍ 2017.12 ~ 2017.12 제7대 충청남도 금산군의회 의료폐기물소각장시설건립반대대책특별위원회 위원
- 2020.04 ~ 2022.06 제8대 충청남도 금산군의회 의원
  - 2020.04 ~ 2020.07 제8대 충청남도 금산군의회 전반기 총무위원회 위원
  - 2020.07 ~ 2022.06 제8대 충청남도 금산군의회 후반기 총무위원회 위원
  - 2020.07 ~ 2022.06 제8대 충청남도 금산군의회 후반기 예산결산특별위원회 위원
- 2022.07 ~ 제9대 충청남도 금산군의회 의원
  - 2022.07 ~ 제9대 충청남도 금산군의회 전반기 의회운영위원회 위원장
  - 2022.07 ~ 제9대 충청남도 금산군의회 전반기 행정복지위원회 위원

## 수상
- 코리아베스트 의정대상 수상
- 풀뿌리자치 언론대상 수상

## 역대 선거 결과
|  | 13.23% |

|  | 60.92% |

|  | 24.13% |

|  | 35.27% |

|  | 12.81% |

|  | 59.55% |

|  | 32.61% |